# Ideofoon
Een ideofoon is een woordsoort die over de hele wereld voorkomt, vooral in niet-Westerse talen. Ideofonen kunnen klanknabootsend zijn, maar kunnen ook patronen, kleuren, smaken, gevoelens of geuren oproepen. Ze zijn vooral bekend van de talen van Afrika, Azië, en Noord- en Zuid-Amerika, waar ze in grote aantallen voorkomen. Ze worden wel beschreven als "klankschilderingen" omdat hun vorm vaak iets verraadt over hun betekenis: reduplicatie staat bijvoorbeeld voor herhaling en verschillende klinkers staan voor veranderlijkheid in de ideofoon tsjokwè-tsjokwè "zagende beweging" uit het Siwu, een taal gesproken in Ghana.
Ideofonen onderscheiden zich als een woordsoort door hun syntactische, morfologische en fonologische eigenschappen. Ze staan bijvoorbeeld vaak relatief los van de rest van de zin en kunnen voorafgegaan worden door een pauze. Ze worden doorgaans niet vervoegd, maar worden wel vaak gekenmerkt door reduplicatie. Qua fonologie maken ze veelal gebruik van de foneeminventaris van de taal, maar wel op een manier die duidelijk maakt dat ze anders zijn dan andere woorden; in veel talen hebben ideofonen bijvoorbeeld meer mogelijke soorten lettergrepen dan gewone woorden. In het Hausa bijvoorbeeld eindigen gewone woorden meestal niet met een medeklinker, maar ideofonen juist wel: wùl staat voor "iets dat snel voorbij gaat".

## Etymologie
Clement Martyn Doke heeft de term ideofoon in 1935 voorgesteld in zijn beschrijving van Bantoetalen, maar het woord kreeg al gauw een bredere toepassing en wordt tegenwoordig algemeen gebruikt in de taalwetenschap.
Het woord ideofoon komt van het Griekse ἰδέα (/idéa/ vorm, beeld, idee) en φωνή (/phone/ stem/). Een ideofoon is dus een woord dat een beeld of idee oproept.

## Functie
Ideofonen roepen allerlei zintuiglijke waarnemingen op. Daarom worden ze vaak gebruikt om verhalen levendig te maken. In talen met grote aantallen ideofonen dienen ze echter ook andere doelen. In het Siwu, een taal gesproken in Ghana, worden ze bijvoorbeeld ook gebruikt om heel precies te communiceren tijdens het werk. Vanouds zijn ideofonen vaak geassocieerd met gesproken taal. Het Japans is echter een voorbeeld van een taal waar ideofonen volop in schrijftaal voorkomen.
Ook in het Nederlands zijn soms woorden te onderkennen die als ideofoon fungeren, zoals het woord 'knal' in de zin: "En de bal ging knal tegen de deur". Maar in het Nederlands zijn ze vrij zeldzaam en ze vormen niet echt een herkenbaar onderdeel van de grammatica. In talen als het Xhosa of het Zoeloe zijn ze veel talrijker en hebben ze een aantal verschillende grammaticale functies.
Het ideofoon shici in het Xhosa bijvoorbeeld betekent zoiets als niks, noppes, maar ideofonen worden in deze taal vaak gecombineerd met het werkwoord ukuthi dat zeggen betekent. Ukuthi shici betekent dus letterlijk Noppes zeggen, maar de eigenlijke betekenis is volledig vergeten. Dit soort uitdrukkingen ukuthi + ideofoon vormen een belangrijke groep werkwoorden van de taal. Er is dus een verschil met de, overigens verwante, woordsoort tussenwerpsel. Een tussenwerpsel is gewoonlijk een taaluiting die buiten enig zinsverband gebruikt wordt, terwijl ideofonen deel van het zinsverband uitmaken.

## Oorsprong en fonetiek
In veel talen zijn ideofonen een woordklasse op zich die geen bijzondere relatie heeft met de rest van de woordenschat. Veel ideofonen zijn ontstaan als nabootsingen van zintuiglijke ervaringen. Geluiden worden bijvoorbeeld in spraakklanken gevangen (boem! in het Nederlands is een voorbeeld), en de herhaling van een gebeurtenis wordt uitgedrukt met verdubbeling (Siwu tsokwe-tsokwe voor een zagende beweging) Omdat ze vaak beginnen als nabootsing bevatten ideofonen soms zelfs fonemen die in de rest van de woordenschat van de taal niet voorkomen. In het Higi (of Kamwe), een Tsjadische taal van Noordoost-Nigeria bijvoorbeeld komt een labiale flap [v̌] voor, maar alleen in een aantal ideofonen zoals v̌áv̌áv̌á, een woord dat schrik of angst uitdrukt. Labiale flaps zijn uit een aantal andere Afrikaanse talen wel bekend, maar het zijn vrij zeldzame fonemen. De onderlip wordt achter de boventanden gezet en met enige kracht weer naar buiten geklapt.
Ideofonen kunnen ook leenwoorden zijn. Ukuthi forget betekent in het Xhosa bijvoorbeeld vergeten. In het Nederlands zien we iets dergelijks ook in een uitdrukking als zeg maar van yes. In het Xhosa zijn veel ideofonen korte woorden die met een klik beginnen; het is daarmee waarschijnlijk dat ze ontleend zijn uit een Khoisantaal, omdat de klikfonemen daaruit ontleend zijn.

## Buiging
Ideofonen zijn gewoonlijk onveranderlijk, maar in veel talen treedt wel reduplicatie op, vaak zelfs in de vorm van verdrie- of -vierdubbeling. In het Kinyarwanda bijvoorbeeld is "dudududu" een ideofoon dat het klokkend geluid van uitstromende vloeistof weergeeft.
In veel talen bestaan er ook een soort trappen van vergelijking van ideofonen. Daarbij geven verwante vormen van het woord uitdrukking aan verwante betekenissen. Een voorbeeld uit het Boven-Necaxa Totonac van Mexico is het volgende :
"spipispipi" - iets kleins dat siddert
"xpipixpipi" - iets groters dat bibbert
"lhpipilhpipi" - iemand die schokt of convulsies vertoont
achterzetsel · bijwoord · ideofoon · lidwoord · naamwoord (bijvoeglijk · eigennaam · zelfstandig) · telwoord (hoofdtelwoord · rangtelwoord · telbijwoord) · tussenwerpsel · voegwoord · voornaamwoord (aanwijzend · betrekkelijk · bezittelijk · onbepaald · persoonlijk · temporeel · uitroepend · vragend · wederkerend · wederkerig) · voorzetsel · werkwoord